# وحيدات الخلية الهيرمينيوسية مؤكسدة الزرنيخ
وحيدات الخلية الهيرمينيوسية مؤكسدة الزرنيخ (الاسم العلمي: Herminiimonas arsenicoxydans) هي نوع من البكتيريا، سلبية الغرام، تتبع جنس وحيدات الخلية الهيرمينيوسية.